# Osdorfer Mühle

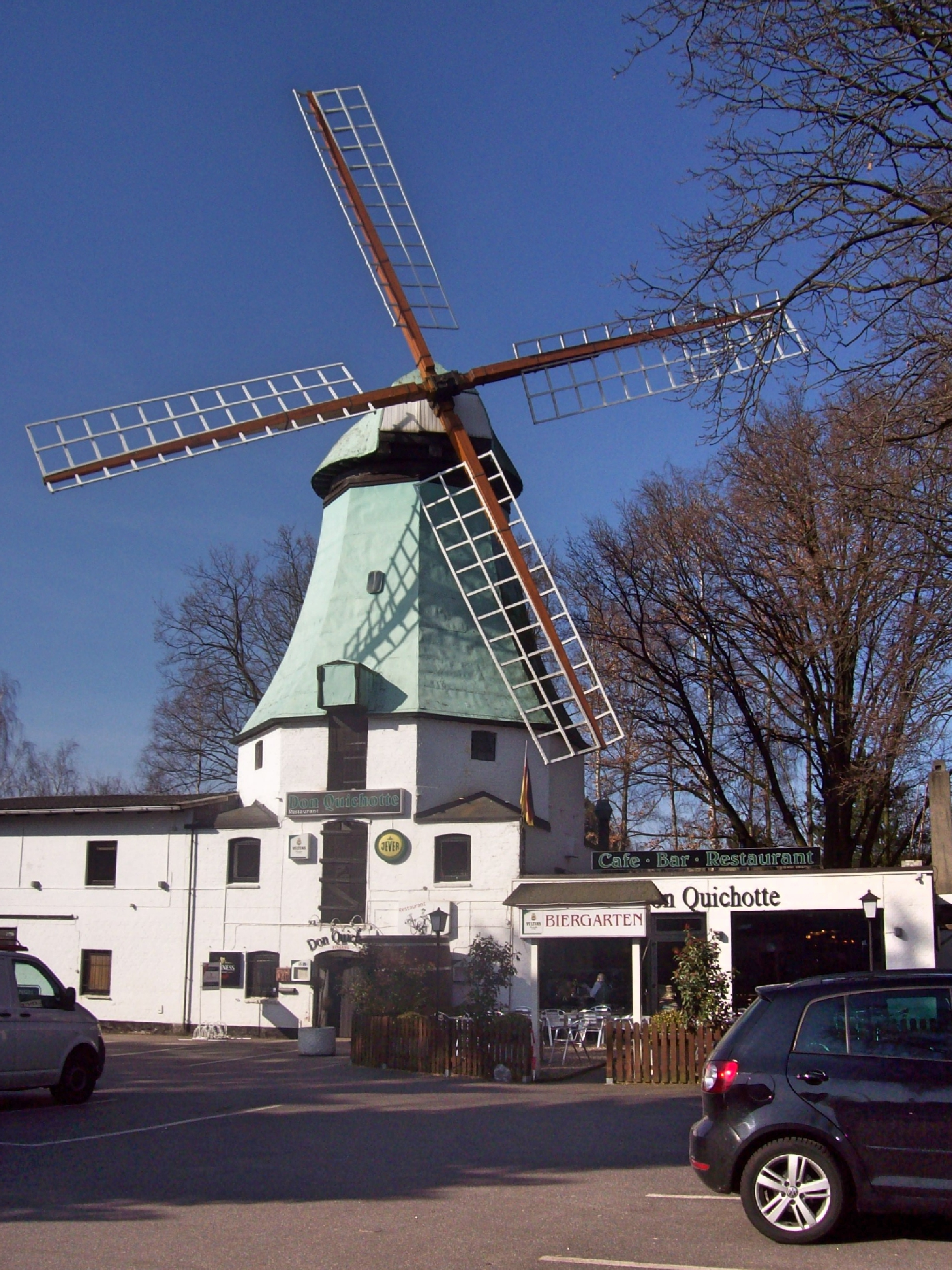
Die Osdorfer Mühle 2016

Die Osdorfer Mühle ist eine Galerieholländer-Windmühle in Hamburg-Osdorf. Das Bauwerk wurde 1888 von Wilhelm Johannsen aus St. Margarethen (Schleswig-Holstein) errichtet. Die denkmalgeschützte Mühle an der Osdorfer Landstraße 162a besitzt ein markantes hellgrünes Dach, ist jedoch heute nicht mehr in Betrieb.

## Geschichte
Im Jahr 1888 ließ Wilhelm Johannsen die Mühle bauen. Das Gebäude aus der zweiten Hälfte des 19. Jahrhunderts stammt ursprünglich aus Büttel in Schleswig-Holstein, wo es abgetragen und sodann in Osdorf wieder aufgebaut wurde. Müller Johannsen hatte das Grundstück von einer Katenstelle erworben. Bauern aus Osdorf und der Umgebung zählten zu den Kunden. 1922 wurde die Mühle von der Spar- und Darlehenskasse übernommen und betrieben. Des Öfteren wurden bei Sturm Flügel beschädigt oder rissen ab, die Inhaber verzichteten alsbald auf erneute Reparaturen, und kurz vor dem Zweiten Weltkrieg wurde ein Motor eingebaut. Nach dem Zweiten Weltkrieg wurde die Osdorfer Mühle stillgelegt und diente bis in die 1960er-Jahre als Lager. Schon damals galt sie jedoch als Wahrzeichen Osdorfs. Seit 1962 war bis 1990 ein Glasereibetrieb mit verschiedenen Inhabern im Nebengebäude ansässig, im Vorderhaus befand sich zunächst der erste Polizeiposten Osdorfs, anschließend die Spar- und Darlehenskasse, später eine Filiale der Schenefelder Bank.
1970 kam es erstmals zu einem vollständigen Austausch der Flügel der Mühle, Ersatzflügel einer Mühle aus Hochdonn wurden verwendet. 1978 brannte es in der Osdorfer Mühle, jedoch überstand das Gebäude diesen Brand großteils, und auch die Flügel wurden verschont. 1982 waren die Flügel erneut baufällig und wurden ausgetauscht. Bis zum Jahr 1982 beherbergte die Mühle eine Diskothek, in der es gelegentlich zu Gewalttaten kam. Seitdem waren hier Gastronomiebetriebe angesiedelt, zunächst ein Fischrestaurant.
1991 verkaufte die Eigentümerin Schenefelder Bank das Grundstück, auf dem sie im Vorderhaus noch ihre Filiale betrieben hatte, an einen Privatinvestor, einen langjährigen Kunden. Heutiger Betrieb ist seit 1991 das Restaurant Don Quichotte. Hier finden auch Jazzabende mit Livemusik statt. Im Vorderhaus ist eine Druckerei ansässig. 2006 wurden die Flügel mit Spendengeldern des Bürger- und Heimatvereins Osdorf erneut restauriert und waren bis mindestens 2016 wieder angebracht, sind jedoch derzeit abmontiert und werden neben der Mühle gelagert. Darüber hinaus wurden im selben Zuge auch die Gebäude renoviert. 2009 wurde zur 120-Jahr-Feier ein Mühlenfest veranstaltet und mehrfach wiederholt. Im November 2020 kam es im Restaurant zu einem Küchenbrand, seitdem wird das Innere des zudem bereits zuvor pandemiebedingt teilweise geschlossenen Restaurants renoviert, der Außenbereich ist nach der Ergänzung eines neuen Vordachs über der Terrasse wieder geöffnet.